# Distrito de Yanatile
El distrito de Yanatile es uno de los ocho distritos de la provincia de Calca, ubicada en el departamento de Cusco, bajo la administración el Gobierno regional del Cusco.
La provincia de Calca desde el punto de vista de la jerarquía eclesiástica está comprendida en la arquidiócesis del Cusco.

## Historia
Oficialmente, el distrito de Yanatile fue creado el 18 de mayo de 1982 mediante Ley 23383 dada en el gobierno del presidente Fernando Belaúnde.

### Ley de creación del Distrito de Yanatile
El 18 de mayo de 1982, por ley N.º 23383 se crea el Distrito de Yanatile en la provincia de Calca departamento del Cusco, la misma que es publicada en el diario oficial El Peruano el 20 de mayo de 1982 que literalmente señala lo siguiente:
 LEY Nº 23383 el Congreso de la República
Ha dado la Ley siguiente
- Artículo 1º Créase el Distrito de Yanatile, en la Provincia de Calca, del Departamento del Cusco, cuya Capital será el Centro Poblado de Quebrada Honda, que se eleva a la Categoría de Pueblo.
- Artículo 2º El Distrito de Yanatile estará constituido por los Centros Poblados de Quebrada Honda, Colca Yanatile, Putucusi, Santiago Chancamayo, Lacco, yavero, Chaquimayo y Chunchusmayo.
- Artículo 3º Los Límites del Distrito de Yanatile, serán los siguientes:

Por el Norte: El Distrito de Echarate, de la Provincia de la Convención.
Por el Oeste y Este: Los Contrafuertes de la Cordillera Central, sus Límites con la Provincia de Urubamba y el río Paucartambo.
Por el Sur: El paralelo de la confluencia de los ríos Lares y Amparaes.
Comuníquese al presidente de la república para su promulgación(..)
Casa del congreso, en Lima a los dieciocho días del mes de mayo de mil novecientos ochenta y dos(…)
Por tanto
Mando se publique y cumpla
Dado en la casa de gobierno, en Lima a los dieciocho días del mes de mayo de mil novecientos ochenta y dos.

## Toponimia
Etimológicamente el nombre de Yanatile, proviene del vocablo quechua “Yana” que significa “Negro” y “Ttili” que significa “denso, espeso” en honor a las características del río que baña las riberas del valle, al cual los antepasados lo llamaron “Yana-ttili cuya derivación es hoy Yanatile, denominándose oficialmente así desde su creación política del 18 de mayo de 1982.

## Geografía
El distrito está ubicado en la zona de ceja de selva y comprende los valles de los ríos Yanatile y Mapacho, de Lacco y Yavero. La capital es el poblado de Quebrada Honda, situado a 1,357 m s. n. m.
Políticamente pertenece a la Provincia de Calca, Departamento del Cusco, entre las coordenadas geográficas, latitud: 12 16’ 39” latitud sur, y longitud 71 54’ 23” de longitud oeste, ubicándose en la zona noreste del departamento del Cusco, teniendo una extensión territorial de 3,693.84 km², siendo el distrito más extenso de la provincia de Calca, ocupando el 70,73% del territorio provincial, su capital es el poblado de Quebrada Honda, a una altitud de 1,124 m s. n. m., teniendo como Municipalidades de Centros Poblados Menores a Colca, Santiago, Chancamayo y Putucusi en la cuenca del Yanatile, y en la cuenca del Mapacho a Ccorimayo (Lacco - Primera Zona), San Martín y Penetración (comprendiendo los sectores de Tupac Amaru, Estrella, Carmen Alto, Nueva Luz, Huillcapampa y Yoyato), en los últimos años se ha convertido en el distrito más próspero de la provincia de Calca.

## Economía
Sus actividades económicas principales son la agricultura ( principales productos: café, cítricos y coca; y el comercio, siendo Quebrada Honda el eje de interconexión comercial, actualmente la política de gestión municipal, viene incidiendo en la agricultura orgánica intensiva, generando más vías de comunicación, mejorando la calidad educativa, promoviendo y fortaleciendo la equidad de género y la participación de la sociedad civil en la toma de decisiones, desarrollando los servicios de saneamiento básico ambiental integral y el desarrollo de capacidades. Así mismo se llevan sendos encuentros, foros, congresos, reuniones, firmas de acuerdos, seminarios, en la capital del Distrito, con participación de sus conciudadanos del ámbito urbano y rural.

## Autoridades
Primer Alcalde: Isaías Zúñiga Olarte (Q. E. P. D.)
Alcalde Sucesor: Emilio Quispe Huamani.
Segundo Alcalde: Claudio Hancco Barrientos.
Tercer Alcalde : Raúl Barrio de Mendoza Montes.
Cuarto Alcalde : Emilio Quispe Huamaní.
Quinto Alcalde :Jorge A. Miranda Farfán.
Sexto Alcalde : Emilio Quispe Huamaní.
Séptimo Alcalde : Hugo Caparó Paliza.
Octavo Alcalde : Amilcar Quispe Bernal.
Noveno Alcalde : Antrop. Dimas Coronado Parra.
Décimo Alcalde : Hugo Caparó Paliza.
Actual Alcalde : Wilian Huallpa Quispe

### Actual Alcalde
- 2023-2026[2]
  - Alcalde: Wilian Huallpa Quispe, del Partido Democrático "Somos Perú"
  - Regidores: Wilson Gallegos Quispe, Berioska Loaiza Zúñiga, Ángel Villafuerte Atausinche, Flor de María Olivera Carpio, Lino Ramos Carpio.

### Policiales
- Comisario:
- comisaría: Quebrada Honda

## Vías de acceso
- Calca-Amparaes-Lares-Quebrada: 124 km; 4:00 h de viaje
- Cusco-Quillabamba-Quebrada: 298 km ; 7 h de viaje

## Festividades
- Festival Cultural "Coca Raymi" 1 de febrero.

(actualmente Distrito de Yanatile) Dicha práctica estaba ligada a la gratitud a la madre tierra "Pachamama", a los Apus (cerros más elevados), al Huayra (Viento) todo ello a través del Coca Acullicuy, (chacchado) pero el acto más importante es el "COCA RAYMI" donde se resalta toda la actividad cotidiana del proceso del cultivo, cosecha y comercialización, de la mencionada hoja, incentivando la ideología nativista y folklórica, recreadas en escenificaciones artísticas, los mismos que han motivado la participación de los niños, adolescentes y personas adultas, con acciones propias de sus ancestros. Hoy celebramos el XI Festival que connota importancia Global, evento organizada la Federación de Campesinos y patrocinada por la Municipalidad Distrital.el distrito de Yanatile, su máxima exposición se viene dando desde el año 2003 donde el 1 de febrero de cada año, diversas organizaciones campesinas cocaleras, llegan a la capital del Distrito La Quebrada, con atuendos típicos agrícolas, portando banderas del Tahuantinsuyo, y actualmente con la bandera del distrito, haciendo arengas los nombres de sus ayllus (comunidades) concentrándose en la plaza de armas, y en la parte noreste de la plaza se ha destinado un terreno donde se cultiva la planta de la hoja de Coca, símbolo de resistencia andina a los procesos de globalización, a políticas de erradicación y la presión económica de los últimos tiempos.
En esta festividad del Coca Raymi, la planta es tratada con acciones autóctonas del legado de los antecesores, iniciándose con el pronunciamiento de la persona más antigua y/o dirigente que recrea el proceso histórico de esta planta en el valle de Yanatile, luego invitando al Chaccrayuc ( dueño del área de cultivo) la escenificación de la plantación, llamando a los Apus, haciendo los rituales de pago a la tierra, agradeciendo al agua, y al aire, donde la chicha de jora es absorbida por las santa tierra, a través del Tinkay (invitación con deseos a los Apus) rodeadas de los Aynis (personas que recibieron ayuda diaria del Chaccrayuc) y la Santa Tierra siente los pies descalzos del cocalero y horas más tarde la algarabía al ritmo melodioso de instrumentos andinos matizados por rostros coloridos y corazones palpitantes de unión entre la Tierra-Coca-Hombre . Es una fecha emotiva que concentra multitudinaria participación de todos los Yanatileños, todas las autoridades, del ámbito Distrital, Provincial, Regional, Nacional, y visitantes de diversas regiones del país, similarmente se realiza, concursos de teatro, Danzas, poesía, canción exposición de derivados de productos de la hoja de Coca, entre otros. RTZ.
- Festejos de Aniversario Distrital, 16, 17 y 18 de mayo.
- María Auxiliadora. 24 de mayo
- Virgen del Carmen. 16 de julio.
- Virgen de la Natividad.

24 de mayo día central de las festividades de la virgen María Auxiliadora, la cual es la fiesta religiosa más grande y patrona del Distrito de Yanatile, atrae muchos visitantes que en su mayoría son personas que regresan a su pueblo.
Aniversario de distrito se celebra el 18 de mayo de cada año, en el cual se desarrollan muchas actividades, desde agropecuarias, comerciales, deportivas, artísticas y costumbristas. Comienzan las festividades con el día de la madre que siempre coincide de 1 a 2 semanas con anticipación al aniversario y termina con el día de la virgen María Auxiliadora.